# لا بیسبال د امپردا
لا بیسبال د امپردا (به اسپانیایی: La Bisbal d'Empordà) یک شهرستان در اسپانیا است که در استان خرنا واقع شده‌است.

## خصوصیات
لا بیسبال د امپردا ۲۰٫۷۰ کیلومترمربع مساحت و ۱۰٬۷۹۳ نفر جمعیت دارد و ۳۹ متر بالاتر از سطح دریا واقع شده‌است.